# Черница (гмина)
Черница (пол. Czernica) — сельская гмина (волость) в Польше, входит как административная единица в Вроцлавский повет, Нижнесилезское воеводство. Население 8783 человека (на 2004 год).

## Демография
| Перепись                       | Всего   | Всего | Женщины | Женщины | Мужчины | Мужчины |
| ------------------------------ | ------- | ----- | ------- | ------- | ------- | ------- |
| Единицы                        | человек | %     | человек | %       | человек | %       |
| Население                      | 8783    | 100   | 4426    | 50,4    | 4357    | 49,6    |
| Плотность населения (чел./км²) | 104,3   | 104,3 | 52,6    | 52,6    | 51,8    | 51,8    |

## Соседние гмины
1. Гмина Берутув
2. Гмина Длуголенка
3. Гмина Ельч-Лясковице
4. Гмина Олесница
5. Гмина Олава
6. Гмина Свента-Катажина
7. Вроцлав